# Південно-Мостівський заказник
Півде́нно-Мо́стівський заказник — ландшафтний заказник місцевого значення в Україні. Розташований у межах Здолбунівського району Рівненської області, на південний захід від села Мости. 
Площа 17,7 га. Статус надано згідно з рішенням облвиконкому від 22.11.1983 року № 343 (зміни згідно з рішенням облвиконкому від 18.06.1991 року № 98 та рішенням обласної ради від 25.09.2009 року № 1331). Перебуває у віданні ДП «Острозький лісгосп» (Мостівське л-во, кв. 48, вид. 1-8, 10). 
Статус надано для збереження ділянки мішаного лісу на правобережній терасі річки Збитинки. 
Заказник входить до складу  Дермансько-Острозького національного природного парку.